# Espionnage dans la bande dessinée
L'espionnage est le thème principal de ces bandes dessinées :

## Première Guerre mondiale
- La Croix de Cazenac de Pierre Boisserie et Éric Stalner est une série où l'action, l'aventure sur fond d'espionnage et de chamanisme, entraîne les lecteurs dans l'Europe agitée de la Première Guerre mondiale.
- Victor Sackville de François Rivière  et Gabrielle Borile présente les aventures d'un espion anglais pendant la Première Guerre mondiale.

## Seconde Guerre mondiale
- Agent Secret X-9 est un comic strip créé par Dashiell Hammett et le dessinateur Alex Raymond. X-9[1] est un agent sans nom travaillant pour une agence d'espionnage sans nom. La bande dessinée est à ses débuts une combinaison d'espionnage et d'enquête de détective, mais elle peinera à trouver son public.
- La série Buck Danny (Jean-Michel Charlier, Victor Hubinon) présente plusieurs fois Lady X, aviatrice dirigeant un réseau d'espions. Dans le récit Opération Mercury, les espions jouent un rôle essentiel.
- Marc le Téméraire est une série[2] parue en 1943 en France dans le journal Le Téméraire. Elle est scénarisée et dessinée par Francis Josse.
- Sir Arthur Benton cycle I (1930 à 1945) est une série bande dessinée d'espionnage de Tarek et Stéphane Perger.
- Le Cas Alan Turing, par Éric Liberge et Arnaud Delalande, 1995, sur l'histoire du décryptage réussi de la machine allemande Enigma.

## Guerre froide
- XIII est une bande dessinée belge, dessinée par William Vance sur un scénario de Jean Van Hamme[3]. Le scénario est inspiré de plusieurs romans de Robert Ludlum comme Le Cercle bleu des Matarèse ou encore La trilogie Jason Bourne. L'histoire puise également dans l'assassinat du président américain John Fitzgerald Kennedy.
- Alpha est une série d'espionnage hyperréaliste qui met en scène un agent de la CIA et son adjointe Sheena Fergusson. Pascal Renard a scénarisé les deux premiers tomes puis Mythic prend la suite. Youri Jigounov est le dessinateur, d'origine russe.

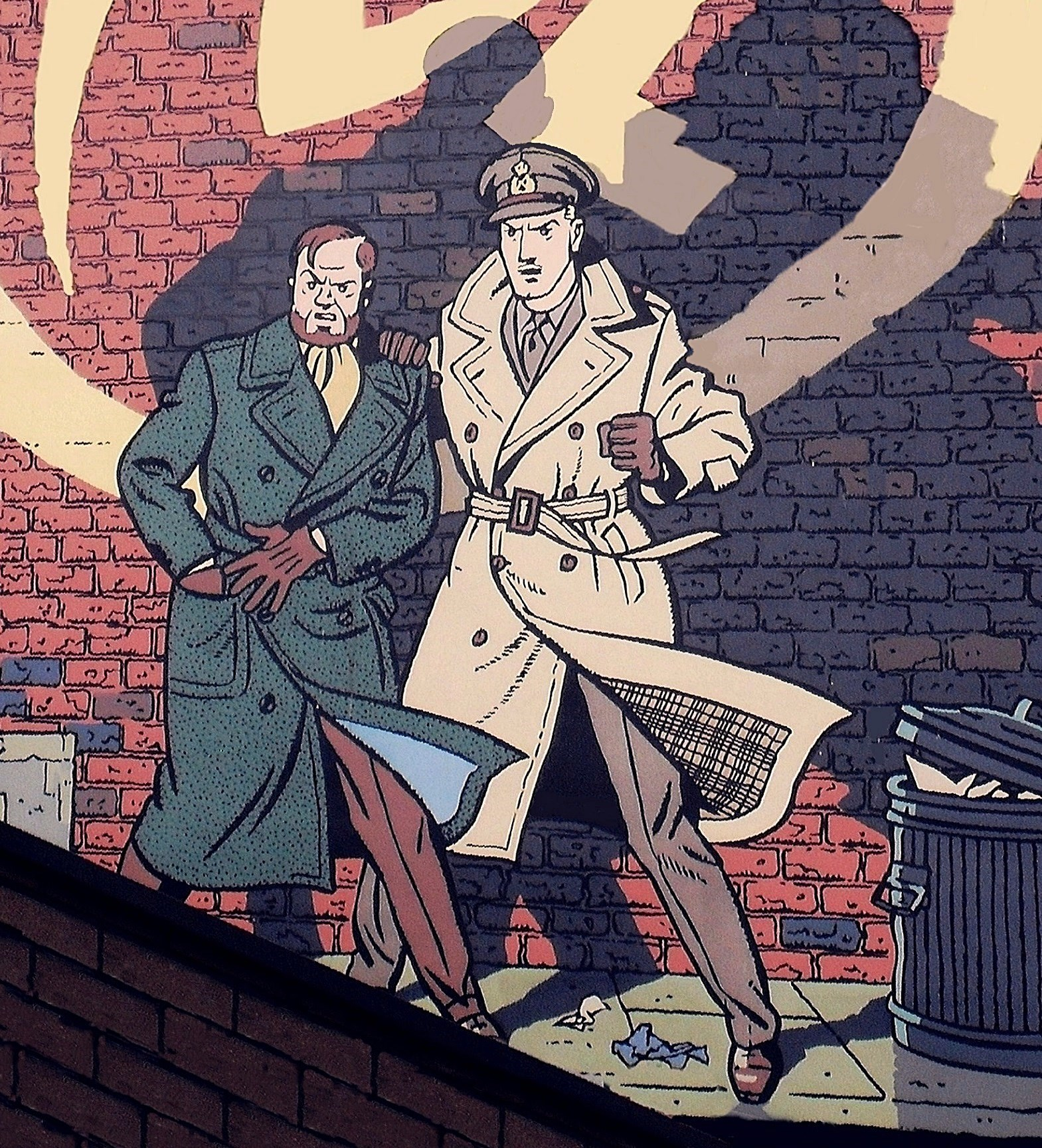
Blake & Mortimer

- Blake et Mortimer est une série d'espionnage créée par le dessinateur belge Edgar P. Jacobs en 1946 dans laquelle un agent du MI5 et un scientifique combattent des ennemis dangereux, en particulier le méchant Olrik, et sauvent le monde de toutes sortes de menace.
- Bouche du diable, scénarisée par Jérôme Charyn et dessinée par François Boucq décrit le parcours et les questionnements d'un espion soviétique (Youri) doté de capacités télépathiques, depuis son recrutement jusqu'à ses missions aux États-Unis.
- Lady S., scénarisée par Jean Van Hamme et dessinée par Philippe Aymond, est une série d'espionnage classique en pleine guerre froide.
- Mr Magellan est une série d'espionnage mi-réaliste mi-humoristique, à la façon de Chapeau melon et bottes de cuir. Elle a été prépubliée à partir de 1969 dans Tintin et dans Tintin Sélection. Un scénario d'André-Paul Duchâteau et Jean Van Hamme avec au dessin Géri.
- Sir Arthur Benton cycle II (1945 à 1953) est une série bande dessinée d'espionnage de Tarek et Vincent Pompetti.

## Après la chute du mur de Berlin...
- Queen & Country est une série écrite par Greg Rucka[4]. Elle met en scène différents membres d'une section spéciale des services secrets britanniques : des agents de terrain, parmi lesquels Tara Chace et Paul Crocker, sont surnommés les « Vigies ». Chaque album raconte une mission qui se déroule dans la période contemporaine : chute du bloc de l'Est, terrorisme du GIA.

## Autres époques
Des agents doubles apparaissent dans des bandes dessinées d'autres époques. 
- Dans Les Tuniques bleues (scénario : Raoul Cauvin, dessin : Willy Lambil), dont l'action se situe pendant la Guerre de Sécession, plusieurs albums présentent des espions : Les Bleus dans la gadoue, Drummer boy.